# Chelonus compositus
Chelonus compositus är en stekelart som först beskrevs av Vladimir Ivanovich Tobias 1989.  Chelonus compositus ingår i släktet Chelonus och familjen bracksteklar. Inga underarter finns listade i Catalogue of Life.